# Renata Sabljak
Renata Sabljak, née le 2 juin 1977 à Zagreb, est une actrice croate.

## Biographie
Elle a été formée à l'Académie d'art dramatique de Zagreb. 

## Filmographie partielle
- 2001 : Holding : Ana-Marija
- 2004 : Baza Djeda Mraza : Hilda Pilic